# Нерода, Юрий Георгиевич
Юрий Георгиевич Нерода (27 апреля 1920, Чернигов — 2006, Москва) — советский и российский скульптор, народный художник РСФСР (1983). Сын скульптора Георгия Васильевича Нероды. Работал в монументальной и станковой скульптуре.

## Биография
Юрий Нерода родился 27 апреля 1920 года в Чернигове в семье скульптора Георгия Васильевича Нероды и его супруги Натали Фёдоровны, выпускницы отделения декоративно-прикладного искусства Строгановского училища. В 1922 году вместе с семьёй переехал в Москву. Жил в Городке художников (Петровско-Разумовская аллея, дом 6, кв. 12). В 1936—1940 годах учился в Художественном училище памяти 1905 года у Г. И. Мотовилова, И. Д. Шадра и С. Д. Лебедевой. Своими учителями также считал Г. Г. Ряжского и своего отца, в мастерской которого он занимался лепкой.
После начала Великой Отечественной войны был призван в армию. Получил серьёзную контузию. После лечения вернулся на фронт в качестве военного художника, работал над портретами солдат. Военная тема нашла отражение в его композициях «Партизан» (1943), «Год 1941» (1945), «Первая помощь» (1946), «Победитель» (1947), а также в портрете Героя Советского Союза Боровкова (1943), в проекте памятника генералу Л. Н. Гуртьеву в Орле (1944) и в скульптуре «А. Суворов» (1945).
В 1941 году вступил в Союз художников СССР. С 1943 года принимал участие в художественных выставках. В 1953 году представил на выставке московских скульпторов композицию «Емельян Пугачёв». Фигура вождя крестьянского восстания перед казнью полна экспрессии и драматизма. В конце 1940-х — 1950-х годах выполнил ряд портретов современников. В 1960-х годах, как и многие его коллеги, стремился к необычности композиционных построений, новой трактовке сюжета. В тот период он выполнил серию женских фигур под названием «Нике», а также произведения «Керамисты» (1959), «Валентина» (1964), «Ф. Цандер» (1965) и другие. Юрий Нерода был в числе скульпторов, занимавшихся в 1960-х годах возражением медальерной пластики. Он выполнил медали, посвященные 150-летию со дня рождения Ф. Листа, восстанию на броненосце «Потёмкин», А. И. Крылову и Ф. М. Достоевскому.
Юрий Нерода успешно работал и над монументальными произведениями, среди которых памятник М. В. Фрунзе в Иванове (1957) проект памятника В. П. Чкалову для Москвы (1960), конкурсный проект памятника «Героям целины» для ВДНХ (1962), конкурсный проект памятника «В ознаменование победы народов нашей страны в Отечественной войне 1812 года» для Москвы (1964), памятник Ленину в Нижнем Новгороде (1970), монумент освоению космоса в Женеве (1971), памятник «Первые комсомольцы» в Москве (1972), памятник председателю Хоккайдского общества японо-советской дружбы господину Цибано в Саппоро (1978), памятник жертвам революции в Йемене (1981), памятник Н. Г. Чернышевскому в Москве (1988). Совместно с М. А. Шмаковым занимался оформлением входа в Советский павильон на Всемирной выставке 1974 года в городе Спокане (США).
Умер в Москве в 2006 году. Похоронен на Преображенском кладбище.
Работы Юрия Нероды находятся в собраниях Государственной Третьяковской галереи, Государственного Русского музея и других музеев России и бывшего СССР.

## Награды и звания
- Заслуженный художник РСФСР (1968)[7]
- Народный художник РСФСР (1983)[7]
- Заслуженный деятель искусств Бурятской АССР (1971)[1][7]
- Орден Полярной звезды МНР (1981) — за создание вводного зала Музея В.И. Ленина в Улан-Баторе[7]
- Орден Отечественной войны II степени (1985)[4][7]